# Хуан Рамон Лоубриэль (стадион)
«Хуан Рамон Лоубриэль» (исп. Estadio Juan Ramón Loubriel) — футбольный стадион, расположенный в городе Баямон, Пуэрто-Рико. Является домашним стадионом сборных Пуэрто-Рико по футболу — мужской и женской, а также футбольного клуба «Баямон», выступающего в Лиге Пуэрто-Рико.

## История

### Бейсбол
Стадион был построен в 1973 году как бейсбольный парк. Боллпарк был домом для команды Лиги профессионального бейсбола Пуэрто-Рико «Вакерос де Баямон» до 2003 года, когда «ковбои» прекратили своё существование.

### Футбол
С 2004 года на стадионе начал выступать футбольный клуб «Пуэрто-Рико Айлендерс» из американской Эй-лиги. Стадион как домашнее поле «островитян» получил прозвище «Ла Исландера».
В 2012 году стадион, построенный для бейсбола, был реконструирован под требования футбола. Стоимость реконструкции составила около $4 млн.
С осени 2016 года на стадионе начал выступать футбольный клуб «Пуэрто-Рико» из Североамериканской футбольной лиги.
22 сентября 2017 года стадион был серьёзно повреждён ураганом «Мария», что привело к отмене игр и вынудило ФК «Пуэрто-Рико» провести следующие матчи на нейтральных полях.
Первым матчем на стадионе после урагана «Мария» стал товарищеский матч между женскими сборными Пуэрто-Рико и Аргентины 2 сентября 2018 года.
В ноябре 2019 года «Хуан Рамон Лоубриэль» стал домашним стадионом для футбольного клуба «Баямон».

### Другие мероприятия
Первый боксёрский поединок на стадионе состоялся 28 января 1978 года между Альфредо Эскалера и Алексисом Аргуэльо.
26 сентября 1992 года хэви-метал группа Iron Maiden отыграла концерт в рамках Fear of the Dark Tour.
«Королева поп-музыки» Мадонна дала аншлаговый концерт на стадионе 26 октября 1993 года во время The Girlie Show World Tour.
«Король поп-музыки» Майкл Джексон планировал выступить здесь в ноябре 1993 года в рамках своего Dangerous World Tour, но концерт был отменён из-за болезни артиста.
Рок-группа Aerosmith выступила на стадионе 28 января 1994 года во время своего Get a Grip Tour.